# Mapimí
Mapimí é um município do estado de Durango, no México.